# HD 46547
HD 46547，又名CD-31 3407，SAO 196919、HR 2397，是一颗恒星，视星等为5.69，位于銀經240.46，銀緯-17.68，其B1900.0坐标为赤經6h 28m 54.4s，赤緯-31° -17.68′ 22″。